# 安伯伍德 (亞利桑那州)
安伯伍德（英語：Amberwood）是位於美國亞利桑那州馬里科帕縣的一個非建制地區。該地的面積和人口皆未知。

## 地理
安伯伍德的座標為33°21′42″N 111°52′10″W / 33.36167°N 111.86944°W，而該地的平均海拔高度為367米（即1204英尺）。